# Musée national de l'espéranto
Pour les articles homonymes, voir Musée de l'espéranto.
Le Musée national de l'espéranto de Gray (ou Nacia Esperanto-Muzeo en espéranto) a été fondé en 1977 par Georges Junier, dit Géo Junier. Son inauguration officielle a eu lieu en 1987 en présence du consul de Pologne, cent ans après la création de l'espéranto par Zamenhof. Le musée occupe un étage de la Maison Pour Tous (un ancien collège rénové) et expose des collections d'objets divers relatifs à l'espéranto (livres, affiches, journaux, timbres, objets publicitaires…). Dans le square attenant au musée, Géo Junier a installé un cadran analemmatique se faisant l'écho du projet de Zamenhof d'unir les hommes grâce à l'espéranto.

## Histoire
Georges Junier découvre l'espéranto en 1932. Séduit par les possibilités de cette langue, il se lance dans la collecte de toutes sortes d'objets pouvant avoir trait à cette langue et s'assure de leur conservation. En 1945, Junier fonde le « Centre culturel Espéranto de la Région de Gray » dont le but est l'enseignement de la langue et son utilisation pratique. Lorsqu'il prend sa retraite des Chemins de Fer en 1973, il a déjà collecté de nombreux objets relatifs à l'Espéranto et le centre culturel qu'il a fondé est particulièrement actif ; c'est alors qu'il décide de fonder un musée, appuyé par les organisations espérantistes françaises,. Les différentes municipalités soutiennent le projet et grâce à l'appui du premier magistrat de la ville, le musée peut s'installer dans un ancien collège transformé en « Maison Pour Tous » en 1977,,. Environ 10 ans permettent à Géo Junier d'aménager le musée pour qu'il soit officiellement inauguré le 16 mai 1987, en présence de Czesław Turzański, consul général de Pologne, cent ans exactement après la naissance de l'espéranto,,.

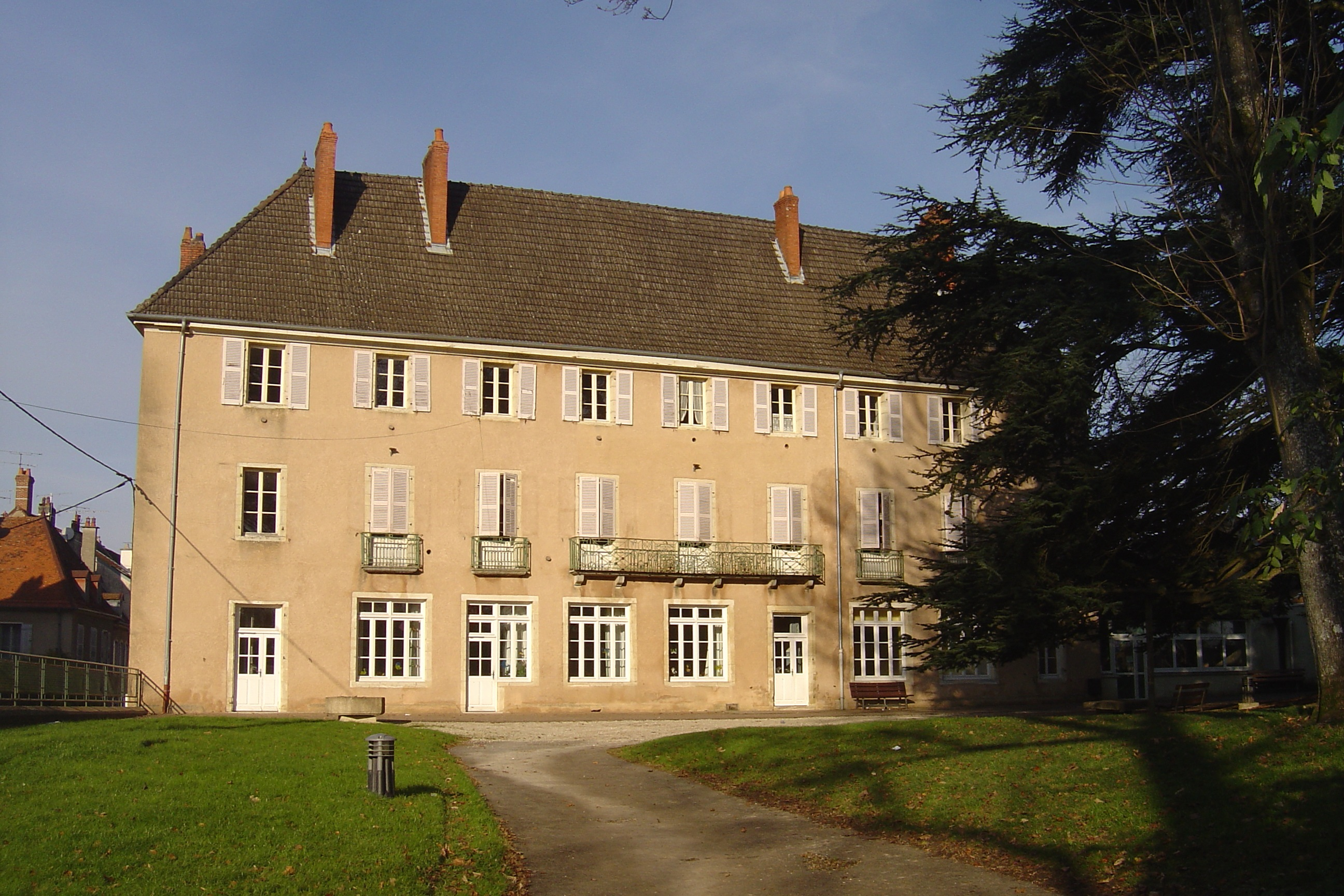
L'immeuble dont le musée occupe le premier étage.
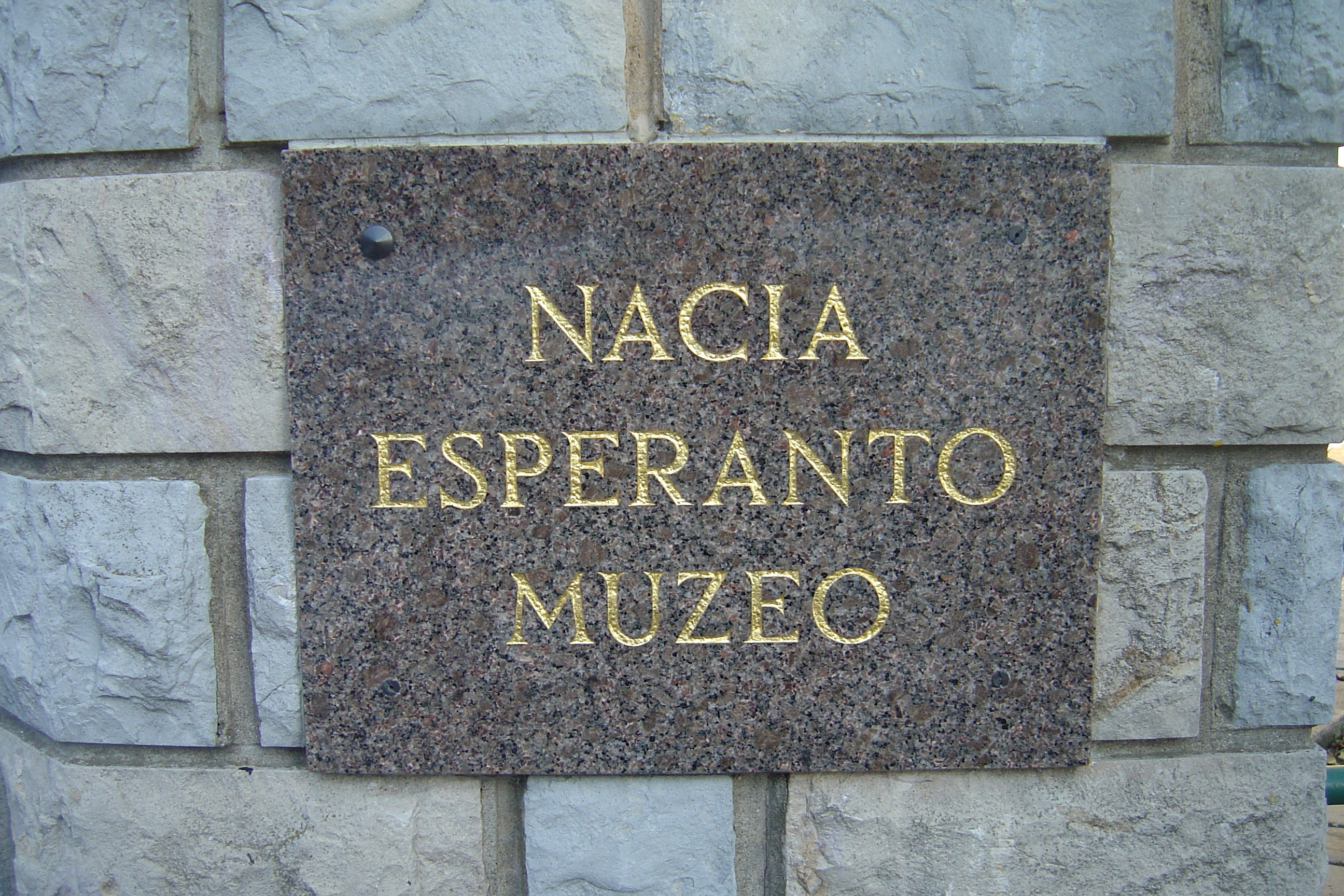
Plaque située à l'entrée.

## Collections
Le musée se compose de 10 salles, pour un total de 230 m2.
Son fonds documentaire comporte environ 6 000 livres et brochures en ou sur l'espéranto, 1 400 revues et journaux anciens ou contemporains. Au fil des ans les dons d'espérantistes célèbres ou d'associations (archives et collections personnelles) sont venus enrichir ses collections.

Le musée comporte également des collections d'objets divers (timbres-poste, cartes postales, objets publicitaires, brochures techniques) en lien avec l'espéranto.

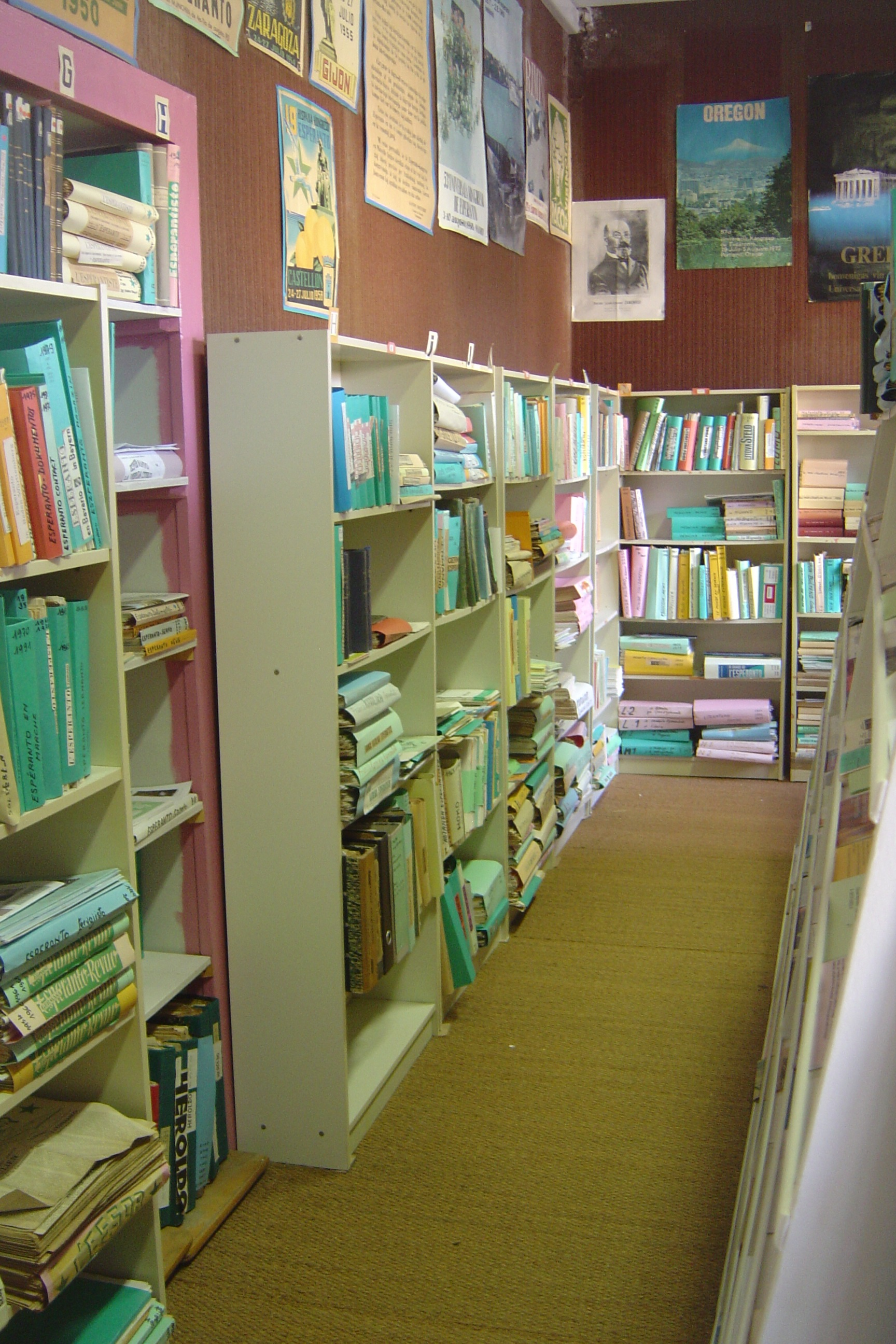
Archives
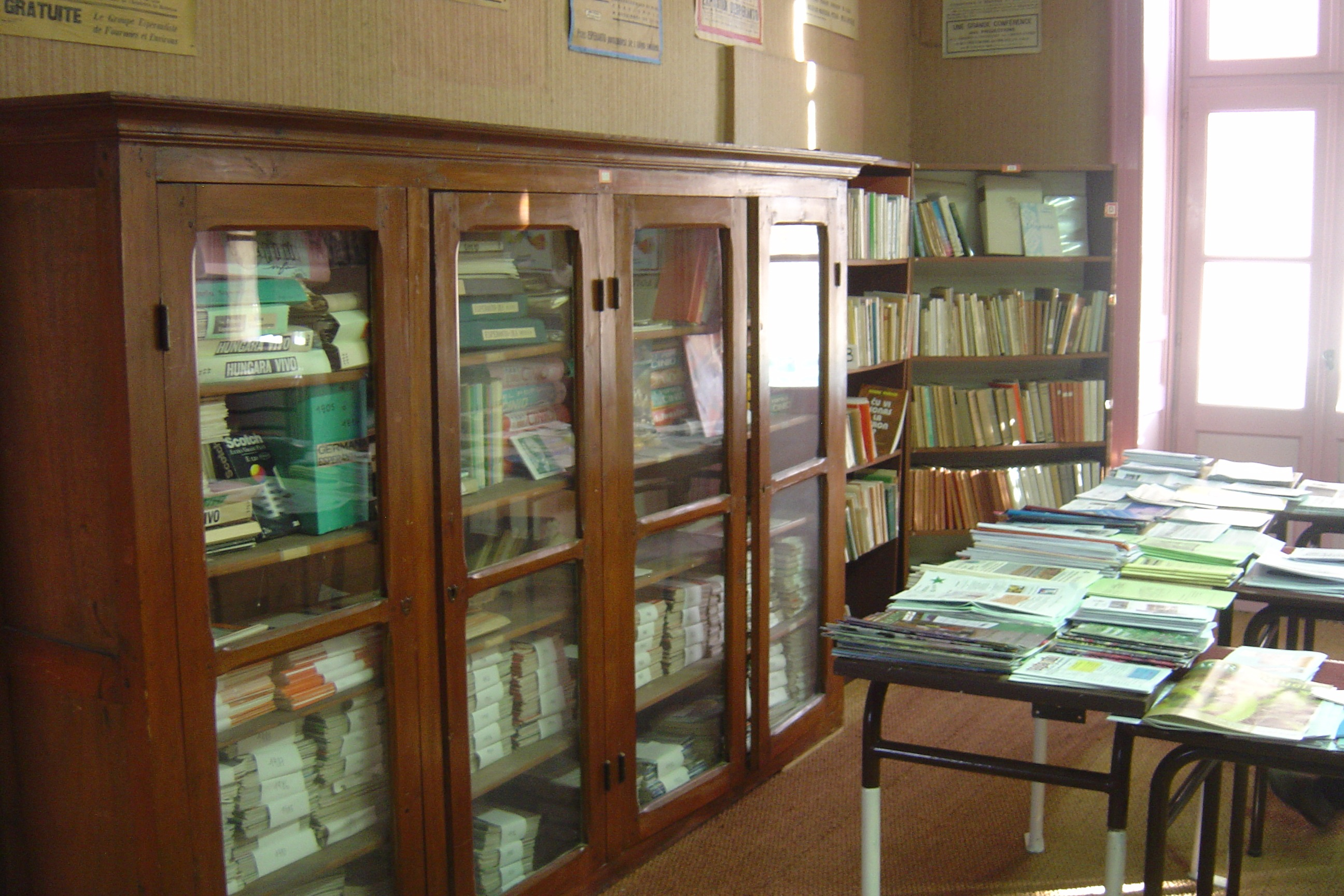
Archives
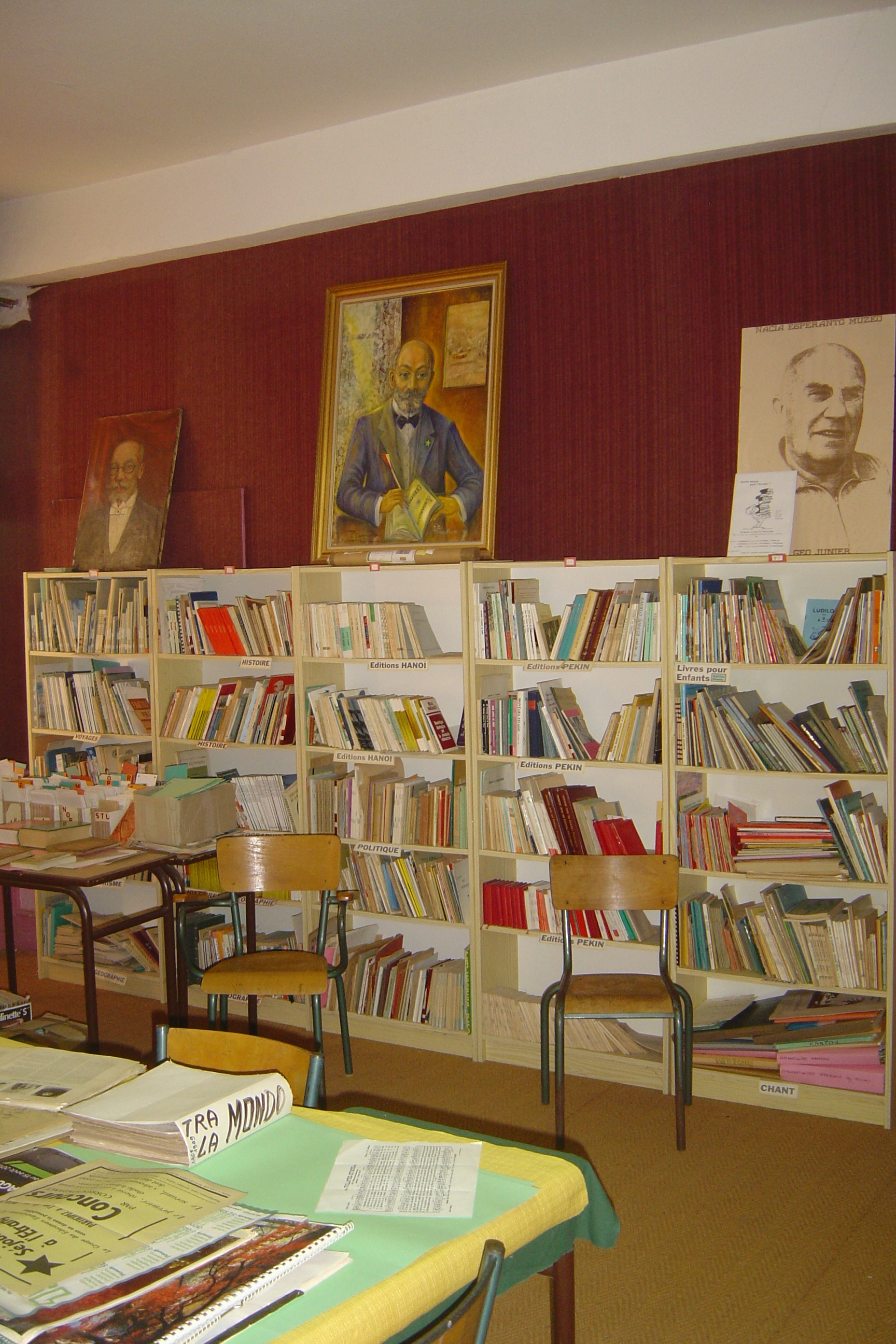
Salle d'exposition
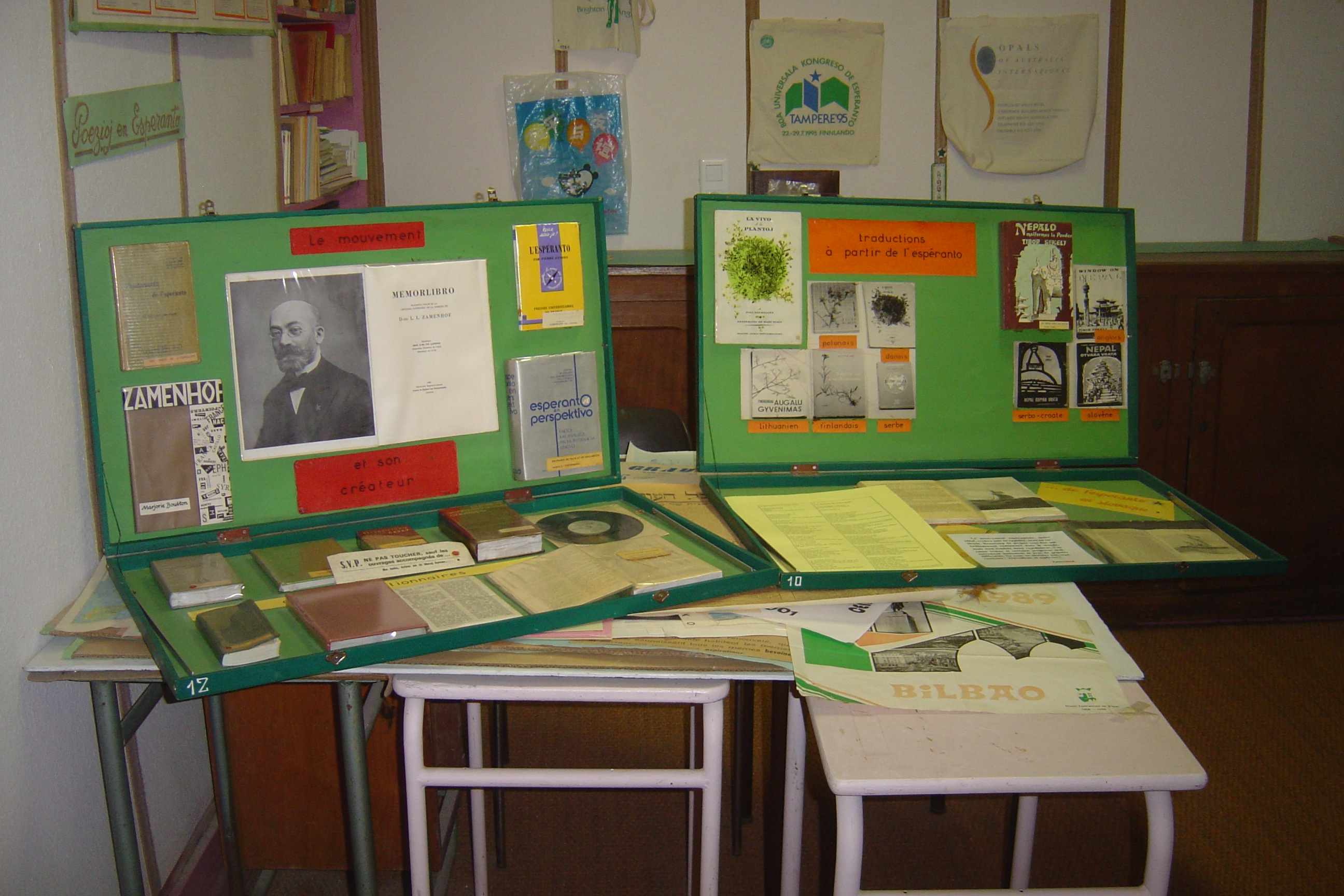
Matériel pédagogique utilisé par Géo Junier, créateur du musée, pour faire la promotion de l'espéranto.
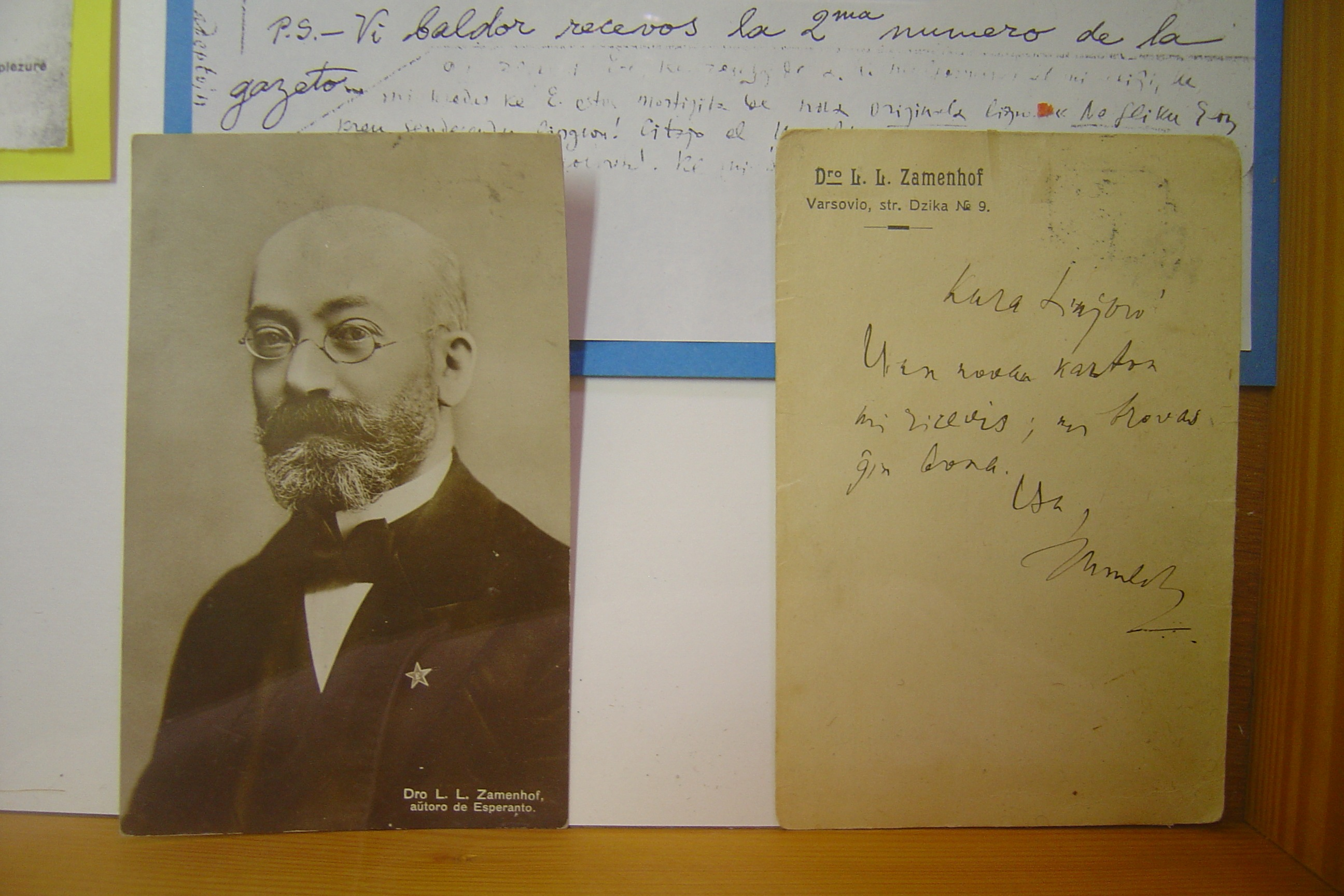
Carte postale de L.L. Zamenhof, créateur de l'espéranto.

## Cadran analemmatique
Au début du XXe siècle, Louis-Jules Gruey se passionne pour les cadrans solaires analemmatiques à partir de celui de Dijon. Il enjoint son collègue Charles Méray à s'intéresser à l'origine de ce cadran et il publie en 1902 un texte intitulé Le cadran solaire de Dijon ou La Sunhorloĝo en Dijon,. Gruey et Méray sont deux espérantistes, le texte est donc publié en français et en espéranto, ce qui en fait l'un des premiers articles techniques écrits dans cette langue. Lorsqu'en 1986 se pose la question d'agrémenter le square attenant au musée, Géo Junier propose tout naturellement de réaliser un cadran analemmatique. C'est Maurice Hériau, spécialiste des cadrans analemmatiques, qui se chargea des calculs et des travaux. Le cadran présente une ellipse enserrant un planisphère, pour rappeler le souhait de Zamenhof d'unir les hommes par une langue. Le cadran fut inauguré le 25 septembre 1988.

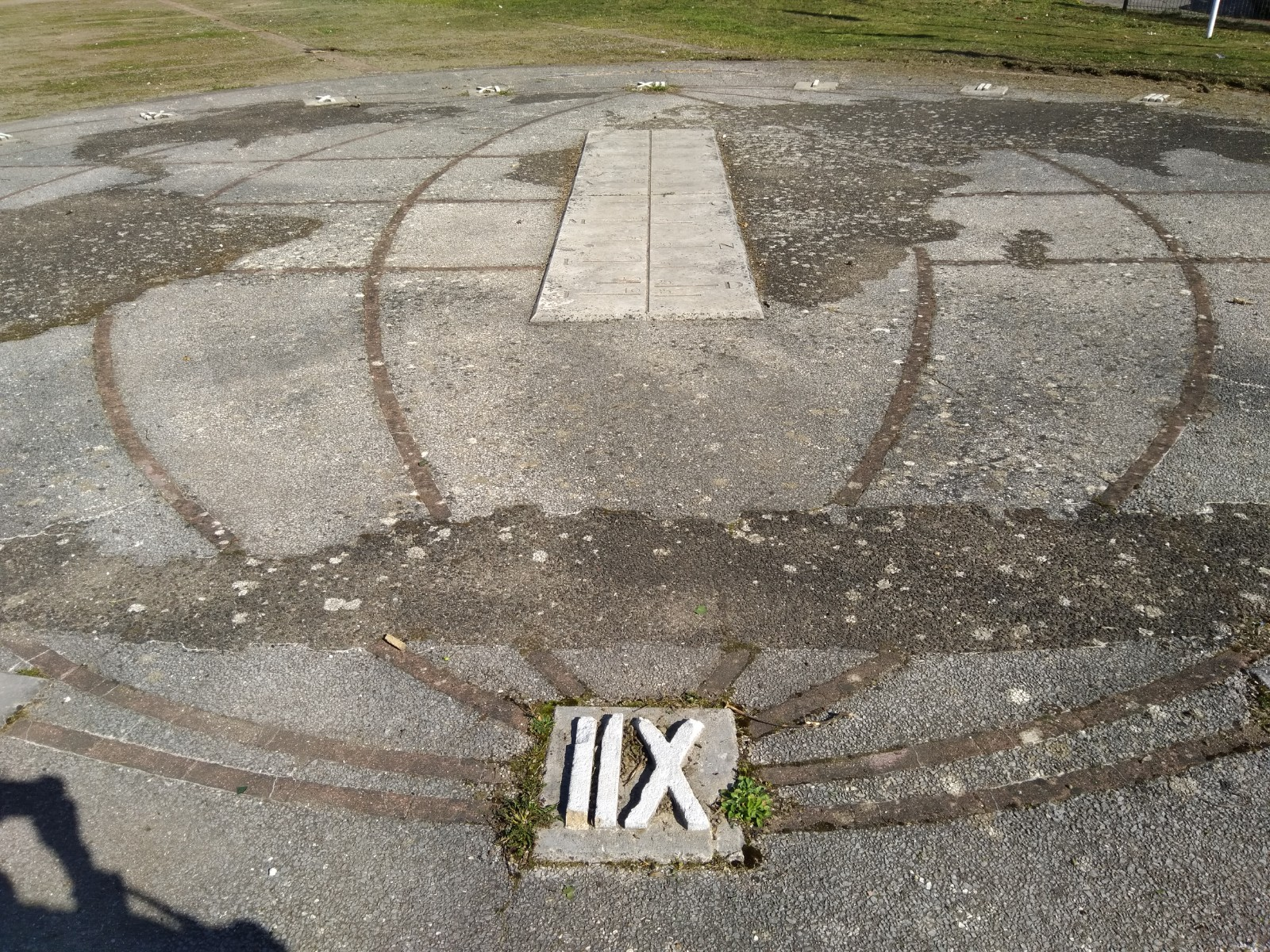
Cadran analemmatique
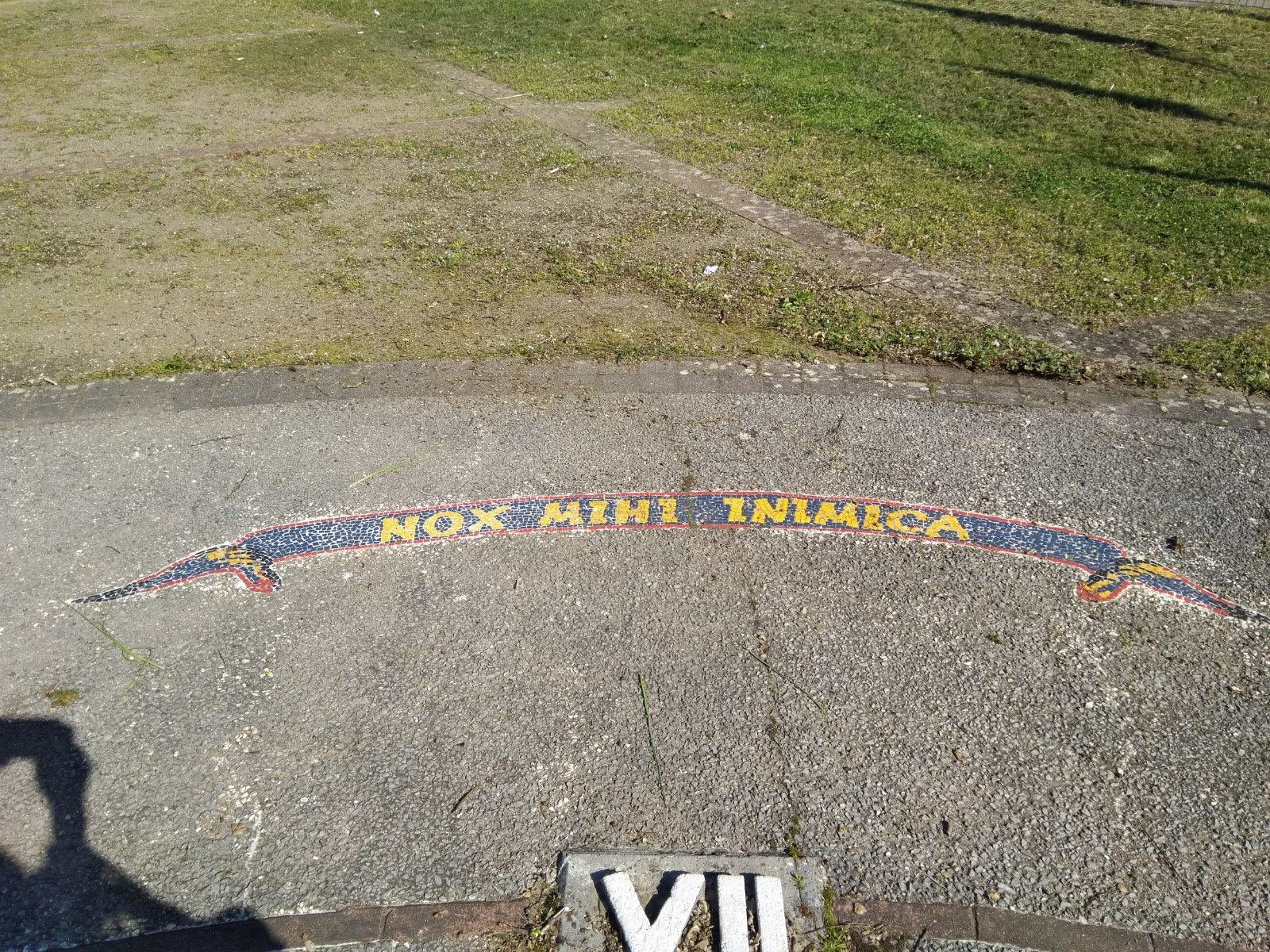
Inscription latine sur le cadran analemmatique : NOX MIHI INIMICA